# Tiberio Sempronio Gracco (console 215 a.C.)
Tiberio Sempronio Gracco (latino: Tiberius Sempronius Gracchus) (ante 255 a.C. – Campi Veteres, 212 a.C.) è stato un politico romano.

## Biografia

### Carriera politico-militare
Nel 216 a.C. fu edile curule; dopo la battaglia di Canne fu nominato magister equitum del dittatore Marco Giunio Pera, che doveva riorganizzare l'esercito e nuove leve dopo il disastro.
Con le legioni appena formate, Gracco e Pera posero il campo vicino a Casilinum; quando il dittatore dovette ritornare a Roma, Gracco ebbe il comando, ma con l'accordo di non tentare alcuna sortita contro il nemico, anche se la città di Casilinum era assediata da Annibale e la popolazione iniziava a soffrire la fame. Per dare sollievo alla popolazione assediata, Gracco per tre notti successive fece mandare lungo il Volturno numerose ceste piene di viveri; poiché il fiume scorreva all'interno della città, la popolazione riuscì facilmente a recuperare le ceste. Sfortunatamente la quarta notte le ceste, a causa di un forte vento, vennero spinte sulla sponda dove stazionava l'esercito cartaginese e da quel momento il nemico prese a sorvegliare assiduamente il fiume così da impedire l'introduzione di altri viveri.
Completamente assediata, senza possibilità di ricevere aiuti in uomini o vettovaglie, la popolazione e la guarnigione di Casilinum alla fine cedettero e si arresero. Dopo la capitolazione della città, Gracco seguì il dittatore a Roma per riferire degli avvenimenti e per predisporre i piani per il futuro; in quell'occasione Pera espresse pubblicamente grande soddisfazione per la condotta tenuta da Gracco e lo raccomandò per il consolato.
Sul finire del 216 a.C., tornato a Roma, organizzò come edile curule, insieme a Gaio Letorio, i Ludi Romani, ripetuti per tre giorni interi.
L'anno successivo (215 a.C.) fu eletto console con Lucio Postumio Albino (che poco dopo perì nella battaglia della Selva Litana). Il momento era particolarmente difficile per Roma, si trattava di riorganizzare l'esercito dopo le disfatte dell'anno precedente e di arruolare nuove forze. Gracco assunse il comando di oltre 25.000 alleati e dei volones e marciò oltre il Volturno, ponendo il proprio campo presso Liternum, e fece a pezzi i Campani. Sul finire dell'anno, Tiberio, avendo condotto le sue legioni da Cuma a Lucera in Apulia, inviò il pretore Marco Valerio Levino a Brundisium con l'esercito che aveva con sé in precedenza a Lucera, incaricandolo di difendere le coste dell'agro salentino e sorvegliare i movimenti di Filippo V di Macedonia in vista di una possibile guerra con la Macedonia.
Nel 214 a.C. gli fu comandato dal console Quinto Fabio Massimo di portarsi verso Benevento, così da bloccare il ricongiungimento delle forze di Annone (figlio di Bomilcare) con l'esercito di Annibale. Vicino al fiume Calore il proconsole Tiberio e le sue legioni, formate per la maggior parte da schiavi, riuscirono ad intercettare l'esercito cartaginese. Nella battaglia che ne seguì, l'esercito di Annone, formato da 17.000 fanti (per lo più Bruzi e Lucani) e 1.200 cavalli venne totalmente disperso; Annone riuscì a fuggire con solo 2.000 cavalieri e dovette tornare verso la Calabria.
Nel 213 a.C. venne eletto console per la seconda volta ed ebbe come collega Quinto Fabio Massimo, figlio del Verrucoso. Ancora una volta la guerra contro Annibale venne affidata ai due consoli dell'anno: a Fabio Massimo e a Sempronio Gracco. A Fabio venne affidato il compito di dirigersi in Apulia, a Sempronio in Lucania, dove affrontò molti scontri di poca importanza, espugnando anche alcuni oppida lucani.

### Morte (212 a.C.)
Nel 212 a.C., una volta ottenuto il proconsolato della Lucania, gli fu ordinato di lasciare quei territori e di accamparsi con le truppe nei pressi di Beneventum. Un triste presagio gli apparve prima di partire, mentre faceva un sacrificio. Uccisa la vittima, due serpenti sbucarono da un luogo nascosto e, raggiunte le viscere dell'animale, divorarono tutto il fegato. Poco dopo sparirono. Gli aruspici gli consigliarono di provare con un nuovo sacrificio, ma anche la seconda e terza volta i serpenti assaggiarono il fegato e sparirono.
Secondo la tradizione morì durante una scaramuccia presso i Campi Veteres contro una pattuglia cartaginese comandata da Magone, «dopo un'eroica resistenza»; sembra che la sua morte sia stata provocata a seguito del tradimento del pretore filo-romano, Flavo Lucano, il quale, passato dalla parte dei cartaginesi, suggerì il luogo e il momento esatto per compiere l'assalto fatale. Vi sono alcuni storici antichi che ritengono sia morto invece presso il fiume Calore Irpino, non molto distante da Benevento. L'episodio viene raccontato da Livio:
(Livio, XXV, 17.1-2.)
Un'altra versione della sua morte, tramandataci sempre da Livio, sostiene che:
(Livio, XXV, 17.3.)
Vi sarebbero poi diverse versioni dei suoi funerali. La versione più diffusa è quella secondo la quale Annibale fece innalzare un rogo per lui all'ingresso dell'accampamento cartaginese e che l'intero esercito in armi sia sfilato in parata, mentre il comandante cartaginese ne celebrava le esequie con tutti gli onori. Una seconda versione, raccontata sempre da Livio, riferisce che i Cartaginesi si impadronirono della sola testa di Gracco che venne portata ad Annibale, il quale la inviò al questore Gneo Cornelio Lentulo che, alla presenza dell'esercito e dei cittadini di Benevento, celebrò le esequie.